# شبیه‌سازی سیستم‌ها
شبیه‌سازی سیستم‌ها (انگلیسی: Systems simulation) یا شبیه‌سازی سامانه‌ها، مبحثی در مدل‌سازی علمی و نظریه سیستم‌ها است و به مجموعه‌ای از تکنیک‌های رایانه‌ای اطلاق می‌شود، که برای شبیه‌سازی فرایندهای موجود در دنیای واقعی و عملیات مختلف، مورد استفاده قرار می‌گیرد. در این تکنیک، از رایانه‌ها برای تولید مدل‌های عددی، به منظور توصیف یا نمایش تعاملات پیچیده میان متغیرهای مختلف در یک سیستم، استفاده می‌شود، که این پیچیدگی سیستم‌ها اغلب ناشی از ماهیت تصادفی بودنِ (احتمالی بودن) وقایع، می‌باشد. امروزه یکی از کاربردهای تکنیک شبیه‌سازی سیستم‌ها در بازی‌های ویدیویی می‌باشد.